# Mongoloide
| Europoide Ariani/Jafetiti Semiti Camiti Negroide Negro Khoi Melanesiani Negritos Australoide Incerti Dravidi e Singalesi | Mongoloide Mongoli del Nord Cinesi e Indocinesi Giapponesi e Coreani Tibetani Malesi Polinesiani Maori Micronesiani Eschimesi Nativi americani |

Il termine mongoloide indica una classificazione antropologica dell'Homo sapiens, ormai caduta in disuso, definita a partire dalla forma del cranio e da altre caratteristiche craniometriche e antropometriche: tale termine identifica gli esseri umani autoctoni dell'Asia orientale, ma molte definizioni storiche vi ricomprendevano anche le popolazioni autoctone d'America.
Insieme alle altre tre delle cosiddette "razze" ( caucasoide, negroide e australoide) è una delle tre o quattro principali categorizzazioni riconosciute dalle teorie antropologiche del XIX secolo.

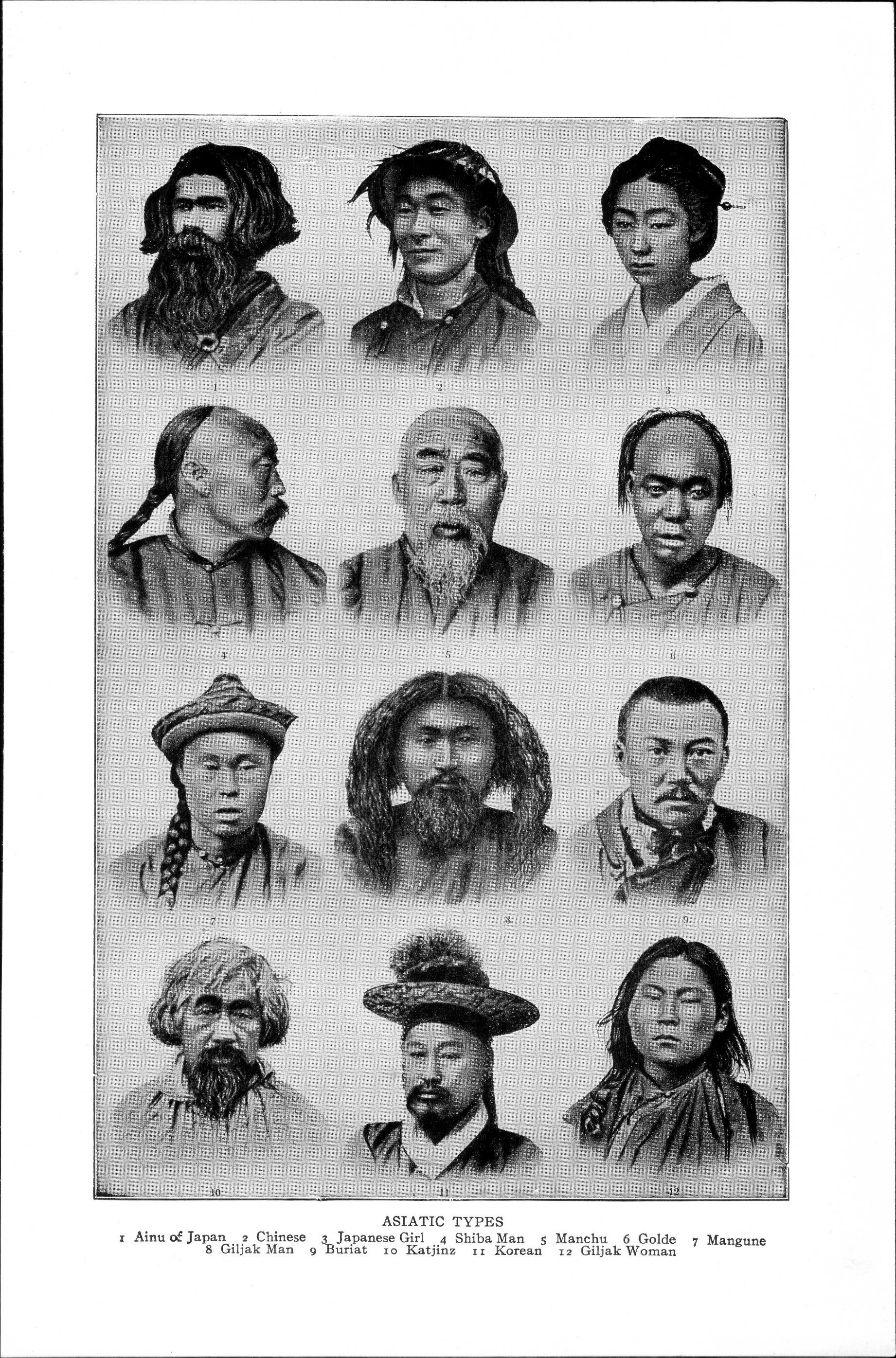
Tipi asiatici in un libro del 1914

Oggi gli scienziati concordano sul fatto che non esistano razze umane in senso biologico.

## Morfologia

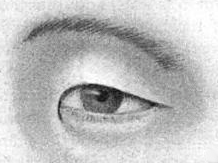
"plica mongolica" in un occhio di una giovane calmucca.

Sono state descritte le seguenti caratteristiche principali del tipo mongoloide:
- brachicefalia;
- grande dimensione del viso;
- appiattimento del dorso del naso;
- apertura degli occhi ridotta a una fessura e manifestante spesso un epicanto mediale (la cosiddetta "plica mongolica");
- margine inferiore delle orbite sporgente;
- ossa degli zigomi proiettate in avanti (i cosiddetti "zigomi alti");
- incisivi spesso a forma di pala (negli orientali settentrionali la percentuale è compresa tra il 60% e il 90%);
- scarsa o assente pelosità sul viso e sul corpo; fanno eccezione solo gli Ainu;
- lunghezza dei piedi leggermente minore;
- capelli lisci, neri, forti e tendenti ad essere lunghi; calvizie rara; incanutimento in età molto avanzata o assente;
- pigmentazione della pelle variabile dal giallo pallido al bruno intenso.

## I tipi mongoloidi nell'antropologia del XIX e XX secolo
Si distinguono questi tipi fisici principali all'interno del gruppo mongoloide:
- asiatico orientale: dominante in Cina, Corea, Giappone e alcune parti di Mongolia.
- asiatico del sud-est: dominante nelle popolazioni del Sud-est asiatico.
- ainu: dominante nelle isole di Hokkaidō (Giappone), Curili, Sachalin e nella penisola di Kamčatka (Russia).
- turco-mongolo: dominante nelle popolazioni dell'Asia centrale, Mongolia e alcune parti della Cina occidentale.
- artico: dominante nelle popolazioni native dell'Artide (Siberia, Alaska e il nord del Canada).
- polinesiano: dominante nelle isole della Polinesia e Micronesia.
- nativo americano: dominante nelle popolazioni native dell'America. Sono divisi in due tipi: il nativo americano del nord e il nativo americano del sud.